# Tōru Kaburagi
Tōru Kaburagi (鏑木 享 Kaburagi Tōru?, nacido el 18 de abril de 1976 en Ibaraki) es un exfutbolista japonés. Jugaba de delantero y su último club fue el Matsumoto Yamaga FC de Japón.

## Trayectoria

### Clubes
| Club                | País  | Año         |
| ------------------- | ----- | ----------- |
| FC Tokyo            | Japón | 1999 - 2001 |
| Albirex Niigata     | Japón | 2002        |
| Matsumoto Yamaga FC | Japón | 2004 - 2005 |